# Schistidium heterophyllum
Schistidium heterophyllum là một loài Rêu trong họ Grimmiaceae. Loài này được (Kindb.) T.T. McIntosh mô tả khoa học đầu tiên năm 1990.